# Myron Magnet

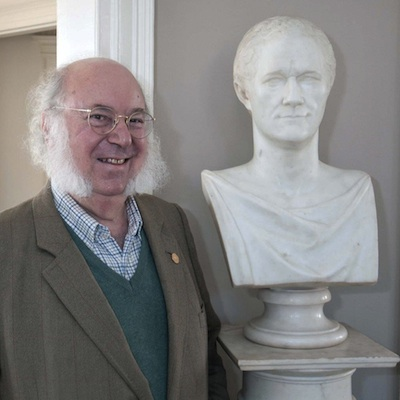
Myron Magnet (2013)

Myron Magnet (* 1944) ist ein US-amerikanischer Historiker und Publizist.

## Leben
Magnet besuchte die Phillips Exeter Academy. Danach studierte er an der Columbia University und der University of Cambridge. Nach seinem Ph.D. in Englischer Literatur war er Dozent an der Columbia University und am Middlebury College. In den 1980er Jahren war er Mitglied des Board of Editors von Fortune. Außerdem schrieb er Kolumnen für u. a. The Wall Street Journal und The New York Times. Von 1994 bis 2007 war er Herausgeber des politischen Magazins City Journal.

## Auszeichnungen
- 2008: National Humanities Medal[1]

## Schriften (Auswahl)
- Dickens and the social order. University of Pennsylvania Press, Philadelphia 1985, ISBN 1-932236-37-6.
- The dream and the nightmare: The sixties’ legacy to the underclass. William Morrow, New York 1993, ISBN 0-688-11951-4.
- What makes charity work? A century of public and private philanthropy. Ivan R. Dee, Chicago 2000, ISBN 1-56663-334-6.
- The millennial city: A new urban paradigm for 21st-century America. Ivan R. Dee, Chicago 2000, ISBN 1-56663-285-4.
- Modern sex: Liberation and its discontents. Ivan R. Dee, Chicago 2001, ISBN 1-56663-383-4.
- The founders at home: The building of America, 1735–1817. W.W. Norton & Company, New York 2013, ISBN 978-0-393-24021-4.